# Amtsgericht Varel

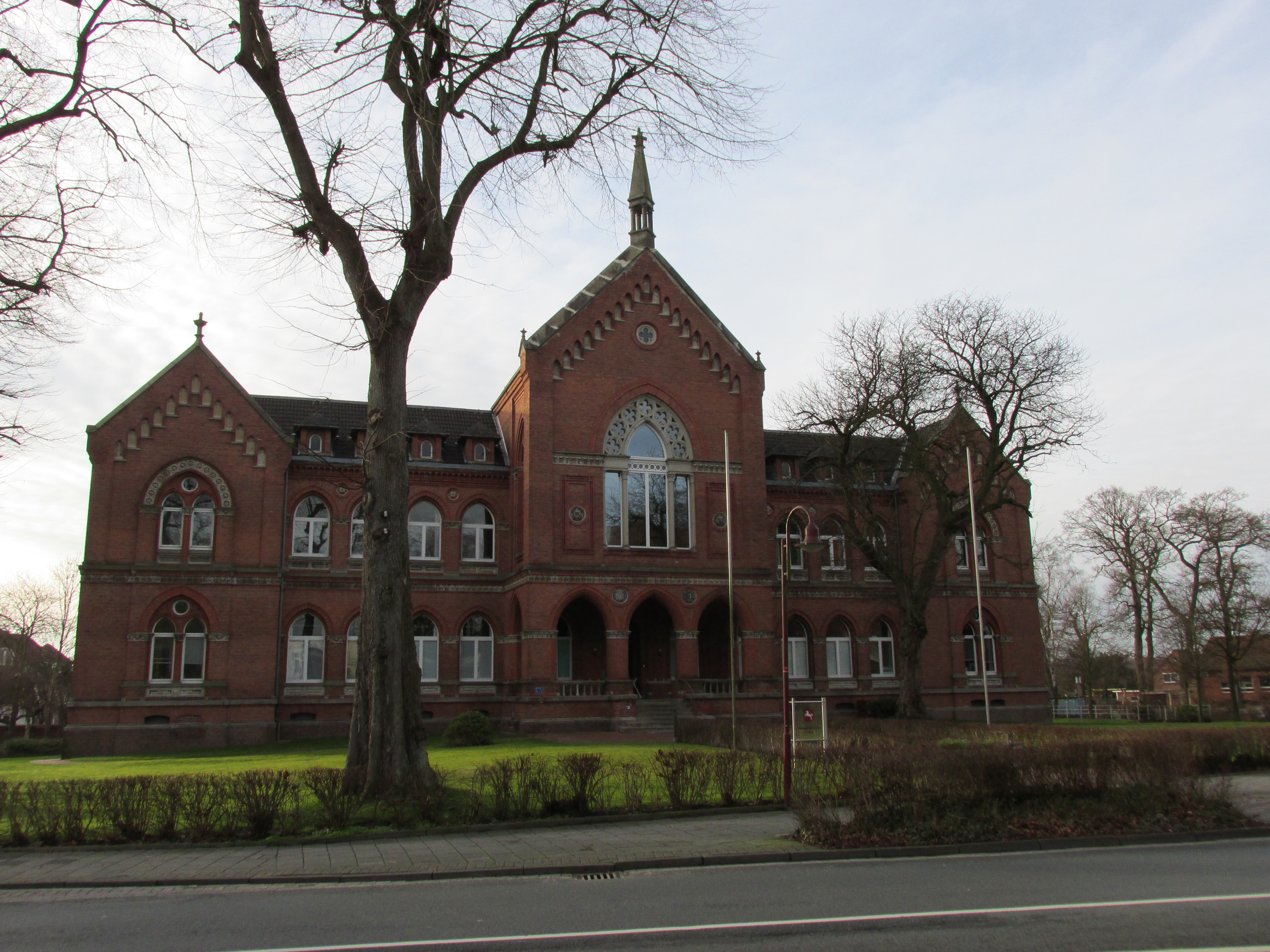
Gerichtsgebäude am Schloßplatz

Das Amtsgericht Varel ist ein Gericht der ordentlichen Gerichtsbarkeit und eines von elf Amtsgerichten im Bezirk des Landgerichts Oldenburg.
Sitz des Gerichts ist Varel im Landkreis Friesland in Niedersachsen, der Gerichtsbezirk umfasst den südlichen Teil des Landkreises Friesland mit der Stadt Varel und den Gemeinden Bockhorn und Zetel. Dem Amtsgericht Varel übergeordnet ist das Landgericht Oldenburg, zuständiges Oberlandesgericht ist das Oberlandesgericht Oldenburg.

## Das Gerichtsgebäude
Das Amtsgericht, gegenüber der Schlosskirche auf dem Gelände des ehemaligen Lustgartens, ist eines der ältesten Gebäude in Varel.
Geplant wurde das Gebäude 1869 im Stil der Neogotik von Hofrat Ernst Klingenberg, da ein repräsentatives Gebäude für das Obergericht benötigt wurde. Der Oldenburgische Landtag unterstützte den Bau mit 32000 Talern. Fertiggestellt wurde das Bauwerk zwei Jahre später im August 1871. Obergerichte wurden im Jahre 1879 durch die Reichsgründung abgeschafft und das Amtsgericht zog in das freie Gebäude ein. Heute ist die Fassade denkmalgeschützt und lediglich der Innenraum wurde renoviert. Trotz vehementer Widerstände seitens der Bevölkerung wurde der historische große Sitzungssaal, im Inneren des Amtsgerichts, verkleinert.